# Volo Swissair 316
Il volo Swissair 316 era un volo passeggeri internazionale da Ginevra, in Svizzera, ad Atene, in Grecia. Il 7 ottobre 1979, un Douglas DC-8 operante su tale rotta uscì di pista dopo l'atterraggio a causa di errori dei piloti e prese fuoco. In 14 persero la vita.

## L'aereo
Il velivolo coinvolto era un Douglas DC-8-62, marche HB-IDE, numero di serie 45919, numero di linea 312. Volò per la prima volta l'8 settembre 1967 e venne consegnato a Swissair qualche settimana dopo, il 23 novembre. Era alimentato da 4 motori turboventola Pratt & Whitney JT3D-3B. Al momento dell'incidente, l'aereo aveva poco più di 12 anni.

## L'incidente
Il volo 316 atterrò sulla pista 15L dell'aeroporto di Atene-Ellinikon ad una velocità di 146 nodi (270 km/h). L'aereo non rallentò abbastanza ed uscì di pista, fermandosi su una strada pubblica. L'ala sinistra e la coda si separarono e scoppiò un incendio. 14 dei 142 passeggeri a bordo persero la vita. Tra le vittime c'erano cittadini britannici, tedeschi e francesi. Dei passeggeri a bordo, 100 erano dottori in viaggio per un convegno medico in Cina.
Uno dei sopravvissuti del volo 316 fu Hans Morgenthau, professore emerito dell'Università di Chicago ed esperto di relazioni internazionali.

## Conseguenze
Dopo l'incidente si scoprì che l'aereo trasportava oltre 450 kg di isotopi radioattivi e una piccola quantità di plutonio. Questo si trovava nel bagaglio di uno dei dottori a bordo. Le autorità fecero controllare i vigili del fuoco e gli altri soccorritori per l'esposizione alle radiazioni.
Nell'incidente vennero distrutti oltre 2 milioni di dollari di diamanti industriali destinati a Mumbai. La maggior parte di quelli non tagliati furono trovati dalla polizia, ma erano ormai stati distrutti dall'intenso calore dell'incidente.
Due giorni dopo lo schianto del volo 316, le autorità greche accusarono il pilota Fritz Schmutz di omicidio colposo. Durante un processo nel 1983, Schmutz e il copilota Deuringer furono giudicati colpevoli di molteplici accuse tra cui omicidio colposo con negligenza, causa di lesioni fisiche multiple e ostruzione del traffico aereo, e furono condannati rispettivamente a cinque e due anni e mezzo di prigione. Schmutz e Deuringer furono liberati su cauzione mentre fecero appello alle loro condanne. Un anno dopo la loro condanna, la corte decretò che Schmutz e Deuringer avrebbero potuto convertire in multe i giorni di carcere rimanenti. Nessuno dei due piloti volò più dopo l'incidente, ma continuarono a lavorare come dipendenti di Swissair.

## Le indagini
Le indagini determinarono che le cause dell'incidente furono le azioni dell'equipaggio, che portarono il DC-8 ad atterrare troppo lungo sulla pista e ad una velocità troppo elevata, dopo un avvicinamento non stabilizzato. Inoltre, i piloti non riuscirono ad utilizzare correttamente i sistemi di frenata e di inversione di spinta del velivolo, che comportarono l'incapacità di fermare l'aeromobile entro la superficie della pista.